# 鎖骨菩薩
鎖骨菩薩是自中唐後中國佛教故事中的人物。在最早版本的故事裏，「延州婦人」沒有記載姓名，她容貌美麗、居無定所，對求歡的男人來者不拒，死後有西域僧人經過其墳墓，感應到內有聖人，村民開棺後見其全身骨頭鉤結如鎖狀皆大驚，後來版本稱她為「馬郎婦」；故事原本只說延州婦人是聖者，後來的版本則指明馬郎婦是渡化淫欲的觀音菩薩化身。也有版本說馬郎婦是普賢菩薩的化身。
《魚籃寶卷》中，化身為主角「金沙灘馬郎婦」的是「魚籃觀音」而不是「鎖骨菩薩」。

## 相關故事

### 鎖骨菩薩

#### 延州婦人
鎖骨菩薩最早見於中唐李復言《續玄怪錄》卷五《延州婦人》云：
昔延州有婦人，白皙頗有姿貌。年可二十四五。孤行城市，年少之子悉與之遊，狎暱薦枕，一無所卻。數年而歿，州人莫不悲惜，共醵喪具為之葬焉。以其無家，瘞於道左。大曆中，忽有胡僧自西域來。見墓，遂趺坐具，敬禮焚香，圍繞讚歎。數日，人見謂曰：「此一淫縱女子，人盡夫也。以其無屬，故瘞於此。和尚何敬耶？」僧曰：「非檀越所知。斯乃大聖，慈悲喜捨，世俗之慾無不徇焉。此即鎖骨菩薩，順緣已盡，聖者云耳。不信，即啟以驗之。」眾人即開墓，視遍身之骨，鉤結皆如鎖狀，果如僧言。州人異之，為設大齋，起塔焉。

#### 馬郎婦
鎖骨菩薩故事此後承傳敷演，至宋朝發展為一淫一貞兩個版本。
淫版以北宋葉廷珪《海錄碎事》卷十三上《馬郎婦》為代表：
釋氏書：昔有賢女馬郎婦，於金沙灘上施一切人淫。凡與交者，永絕其淫。死葬後，一梵僧來，云：「求吾侶」。掘開，乃鎖子骨。梵僧以杖挑起，升雲而去。
這個故事與《延州婦人》情節、主題相類，都是菩薩以肉身度化眾生，只是在前者基礎上增加了一些元素，明確了地點(金沙灘)和身份(馬郎婦)，主角仍是鎖骨菩薩化身。而且改前之「淫縱女子，人盡夫也」為「賢女」，增添交媾結果「凡與交者，永絕其淫」，顯示出由玄怪構想演變成為佛教點化故事的痕跡。來源說是「釋氏書」，說明在北宋以前，鎖骨菩薩即進入了佛教書籍，承擔起佛教教化之責。
貞版以南宋釋志磐《佛祖統紀》卷四一「(唐)憲宗元和四年」目下「馬郎婦」故事為代表：
馬郎婦者出陝右。初是，此地俗習騎射，蔑聞三寶之名。忽一少婦至，謂人曰：「有人一夕通《普門品》者，則吾婦之。」明旦誦徹者二十輩，復授以《般若經》，旦通猶十人，乃更授《法華經》，約三日通徹。獨馬氏子得通，乃具禮迎之。婦至，以疾求止他房，客未散而婦死。須臾壞爛，遂葬之。數日，有紫衣老僧至葬所，以錫撥其屍，挑金鎖骨謂眾曰：「此普賢聖者。閔汝輩障重，故垂方便。」即陵空而去。

元朝釋覺岸《釋氏稽古略》卷三〈觀世音菩薩感應傳〉則開頭說馬郎婦是觀音菩薩的化身，結尾刪去「普賢聖者」的說法。
馬郎婦，觀世音也。元和十二年，菩薩大慈悲力，欲化陝右，示現為美女子。乃之其所。人見其姿貌風韻，欲求為配。女曰：「我亦欲有歸。但一夕能誦《普門品》者事之。」黎明徹誦者二十輩。女曰：「女子一身豈能配眾。可誦《金剛經》。」至旦通者猶十數人。女復不然。其請更授以《法華經》七卷。約三日通至期，獨馬氏子能通經，女令具禮成姻。馬氏迎之。女曰：「適體中不佳。俟少安相見。」客未散而女死，乃即壞爛葬之。數日有老僧仗錫謁馬氏，問女所由。馬氏引之葬所。僧以錫撥之，屍已化，唯黃金鎖子之骨存焉。僧錫挑骨謂眾曰：「此聖者。憫汝等障重故，垂方便化汝耳。宜善思因，免墮苦海。」語已飛空而去。自此陝右奉佛者眾。
泉州粲和尚贊曰：「豐姿窈窕鬢欹斜。賺殺郎君念法華。一把骨頭挑去後。不知明月落誰家。」
黃庭堅於宋哲宗元祐三年（1088年）也曾引用此故事，而作「金沙滩头锁子骨」詩句。
明朝余翹撰《鎖骨菩薩》雜劇，現已佚失。明末馮夢龍編撰的《喻世明言》第二十九卷〈月明和尚度柳翠〉，法空長老以鎖骨菩薩的故事勸告妓女柳翠：
「當初觀音大士，見塵世慾根深重，化為美色之女，投身妓館，一般接客。凡王孫公子見其容貌，無不傾倒。一與之交接，慾心頓淡。因彼有大法力故，自然能破除邪網。後來無疾而死，里人買棺埋葬。有胡僧見其塚墓，合掌作禮，口稱：『善哉，善哉！』里人說道：『此乃娼妓之墓，師父錯認了。』胡僧說道：『此非娼妓，乃觀世音菩薩化身，來度世上淫慾之輩歸於正道。如若不信，破土觀之，其形骸必有奇異。』里人果然不信，忙劚土破棺，見骨節聯絡，交鎖不斷，色如黃金，方始驚異。因就塚立廟，名為黃金鎖子骨菩薩。這叫做清淨蓮花，污泥不染。小娘子今日混於風塵之中，也因前生種了慾根，所以今生墮落。若今日仍復執迷不悔，把倚門獻笑認作本等生涯，將生生世世浮沉慾海，永無超脫輪回之日矣。」

### 馬郎婦與魚籃觀音
「金沙灘馬郎婦」的故事在十世紀即已流傳。如一位和尚問：「何為法身？」風穴延昭禪師（887-973年）即回答：「金沙灘馬郎婦。 」
成書年代不詳的《魚籃寶卷》中，「金沙灘馬郎婦」是「魚籃觀音」的化身，死後「鎖骨」的情節變成「手提魚籃，顏色不改，金身睡去」。稱為「魚籃觀音」是因為觀音到金沙灘時，裝扮宛如一位賣魚婦，手中提著魚籃。故事中金沙灘的地點由陝西移到江蘇鹽產、漁產豐富的海門縣（今南通東方），指出《魚籃寶卷》的來源是在江蘇與浙江，也顯示出這個信仰已在沿海地區生根發展。無準師範禪師（1174-1249年）所寫的一首〈漁婦觀音〉詩中如此形容漁婦觀音：
腥穢通身不自知。更來漁市討便宜。就中活底無多子。提向風前賣與誰。

籃內魚。衣中珠。見買見賣。少實多虛。

## 故事分析
「鎖骨菩薩」是中國佛教的菩薩，其在印度佛教的來源可能有兩個。一是(金)「钩锁骨」是如来的特徵之一。一是「锁骨」即「骨锁天」，是外道所說大自在天的化身，而大自在天即密教中的大日如来。
故事中聖者渡化淫慾眾生的情節，與《妙法蓮華經》〈觀世音菩薩普門品〉中「若有眾生、多於淫慾，常念恭敬觀世音菩薩，便得離欲。」，以及《大方廣佛華嚴經》卷六十八中皮膚金色的婆須蜜多對善財童子說：「我得菩薩解脫，名：離貪欲際，隨其欲樂而為現身。...若有眾生欲意所纏來詣我所，我為說法，彼聞法已，則離貪欲，得菩薩無著境界三昧；若有眾生暫見於我，則離貪欲，得菩薩歡喜三昧；若有眾生暫與我語，則離貪欲，得菩薩無礙音聲三昧；若有眾生暫執我手，則離貪欲，得菩薩遍往一切佛剎三昧；若有眾生暫昇我座，則離貪欲，得菩薩解脫光明三昧；若有眾生暫觀於我，則離貪欲，得菩薩寂靜莊嚴三昧；若有眾生見我頻申，則離貪欲，得菩薩摧伏外道三昧；若有眾生見我目瞬，則離貪欲，得菩薩佛境界光明三昧；若有眾生抱持於我，則離貪欲，得菩薩攝一切眾生恒不捨離三昧；若有眾生咂我脣吻，則離貪欲，得菩薩增長一切眾生福德藏三昧。凡有眾生親近於我，一切皆得住離貪際，入菩薩一切智地現前無礙解脫。」有相似之處。

## 對文學批評的影響
小說《紅樓夢》第五回中，警幻仙子將妹妹秦可卿許配給賈寶玉，先以情慾之事引導，希望賈寶玉改悟前情，留意於孔孟之間，委身於經濟之道。研究紅樓夢的洪秋蕃、王伯沆將此故事與鎖骨菩薩的故事相比較。

## 研究著作
- 胡万川. . . 國立清華大學出版社. 2004: 237–267頁. ISBN 978-957-28986-9-7.